# ستيفن ييتس (لاعب كرة قدم)
ستيفن ييتس هو لاعب كرة قدم كندي في مركز الوسط، ولد في 4 يناير 2000 في تورونتو في كندا. لعب مع نادي تورونتو.

## وصلات خارجية
- ستيفن ييتس (لاعب كرة قدم) على موقع الدوري الأمريكي (الإنجليزية)
- ستيفن ييتس (لاعب كرة قدم) على موقع قاعدة بيانات كرة القدم.إي يو (الإنجليزية)
- ستيفن ييتس (لاعب كرة قدم) على موقع ناشيونال فوتبول تيمز (الإنجليزية)
- ستيفن ييتس (لاعب كرة قدم) على موقع Soccerway.com (الإنجليزية)